# Fort Smith Highway
Der Highway 5, gemeinhin auch als Fort Smith Highway bezeichnet, ist ein Highway in den kanadischen Nordwest-Territorien.
Er führt durch den Wood-Buffalo-Nationalpark und verbindet Fort Smith mit Hay River. Stichstraßen führen zudem nach Smith Landing, Fort Fitzgerald und Peace Point in Alberta. Diese Straßen bilden einen Kreis durch den Wood-Buffalo-Nationalpark. Die Bewohner von Fort Chipewyan fordern von der Regierung Albertas schon lange den Bau einer 50 km langen Straße, welche die Gemeinde mit den anderen Stichstraßen verbinden soll.